# Hoàng Văn Nam
Hoàng Văn Nam (sinh năm 1994 tại Tiên Lãng, Hải Phòng) là một vận động viên Vật của Việt Nam. Anh hiện là vận động viên của Bộ môn Vật Hải Phòng, có nhiều năm là thành viên của đội tuyển Vật quốc gia Việt Nam. 

## Tiểu sử
Hoàng Văn Nam sinh ra trong gia đình có bố mẹ làm nông nghiệp. Từ nhỏ anh đã rèn luyện thể hình để trưởng thành trở thành một vận động viên Vật – dùng sức và tài trí đấu với các đô vật ở các hạng cân khác nhau. Nhờ đó mà anh đã có cơ hội tham gia nhiều giải thi đấu quốc tế, góp công sức để mang lại thành tích cho nước nhà. 

## Thành tích
- Năm 2009: Tham gia tập luyện tại Trung tâm Huấn luyện và Thi đấu TDTT Hải phòng
- Năm 2010 – 2011: Tham gia thi đấu vào các giải Quốc gia
- Năm 2013: Huy Chương Vàng giải trẻ Quốc gia
- Năm 2015: Huy Chương Vàng giải Vô Địch Vật Đông nam Á SEA Games 28 – Singapore
- Được bầu chọn là vận động viên thể thao tiêu biểu của Thành phố Hải Phòng do Trung tâm Đào tạo VĐV và Sở Văn hóa Thể thao và Du lịch thành phố Hải Phòng chứng nhận.
- Năm 2016: Huy Chương Vàng giải Vô Địch Vật Đông Nam Á tại Campuchia
- Năm 2017: Huy Chương Vàng giải Vô Địch Vật Đông Nam Á
- Năm 2020: 2 Huy Chương Vàng Giải Vô Địch trẻ Đông Nam Á tại Thái Lan
- Nhận bằng khen của Chủ tịch UBND TP Hải Phòng về thành tích xuất sắc trong lĩnh vực văn hóa thể thao giai đoạn 2015- 2020
- Năm 2022: Huy Chương Vàng vô địch SEA Games 31
- Nhận bằng khen của Thủ tướng Chính phủ về thành tích xuất sắc, giành Huy Chương Vàng tại Đại hội Thể thao Đông Nam Á lần thứ 31 tổ chức tại Việt Nam năm 2022.